# Tupaiidae
Die Tupaiidae sind neben den Ptilocercidae eine von zwei Familien der Spitzhörnchen (Scandentia). Sie enthält drei Gattungen und 22 Arten.
Der Name stammt von dem malaiischen Wort tupai für Spitz- und Eichhörnchen.
Andere Bezeichnungen sind Cladobatae, Cladobatidina, Cladobatida, Cladobatina, Glisoricina, Glisoricinae, Tupaina, Tupaiadae, Tupajidae, Tupayae und Tupayidae.

## Verbreitung
Tupaiidae sind ausschließlich in den tropischen Regen- und Bergwäldern Südostasiens zu finden. In China, Nepal, Kambodscha und Vietnam sind sie mit einer Spezies vertreten, in Thailand mit zwei Arten. In Indien und auf den Philippinen kommen drei Arten vor. Der Rest der Spezies verteilt sich auf Malaysia und Indonesien, speziell die Malaiische Halbinsel, Borneo (acht endemische Arten), Sumatra, Java und umliegende Inseln.

## Merkmale
Die Tupaiidae sind eichhörnchenartige Tiere, aber näher mit den Primaten verwandt. Tupaiidae haben ein im Vergleich zur Körpergröße relativ großes Gehirn (beim Gewöhnlichen Spitzhörnchen (Tupaia glis) beträgt das Gewicht des Gehirns etwa 2,8 g bei einem Körpergewicht von rund 173 g). Sie besitzen keine Vibrisse, aber einen langen und dicht behaarten Schwanz, der der Balance dient und fünf Finger mit sichelförmigen Krallen. Die Vorderbeine sind länger als die Hinterbeine. Sie werden 10–25 cm lang, der Schwanz nochmal 14–22 cm. Ihr Gewicht beträgt 30 g (Zwergspitzhörnchen) bis 360 g (Philippinen-Spitzhörnchen). Ihr dichtes Fell ist meist braun, manchmal mit Schattierungen; manche Arten haben Längsstreifen. Sie haben 38 Zähne. Gut ausgeprägt sind Sehsinn und Gehör.

## Lebensweise
Die Tupaiidae sind tagaktiv. Sie leben allein oder paarweise und hauptsächlich irdisch, einige Arten auch halb unterirdisch. Wenige Arten leben arboreal (baumbewohnend). Sie wohnen im Unterholz und sind Allesfresser, ernähren sich aber hauptsächlich von Insekten, Würmern, kleinen Wirbeltieren, Eidechsen, Eiern, Larven, Früchten, Samen und Nektar. Sie sind auch in Parks und Obstgärten zu finden. Übertritt ein Artgenosse die Reviergrenze, können sie sehr aggressiv werden und heftige Kämpfe austragen. Manchmal stirbt der Besiegte nach 2–16 Tagen, da er „depressiv“ wird, der Chemikaliengehalt im Blut ansteigt und er stark abnimmt. Sie nisten häufig in Höhlen gefallener Bäume oder Bambushöhlen. Geschlechtsreif werden sie mit etwa sechs Monaten; nach einer Tragzeit von 41–56 Tagen werfen sie ein bis vier nackte und blinde Junge. Nach 30 Tagen verlassen diese das Nest.

## Systematik

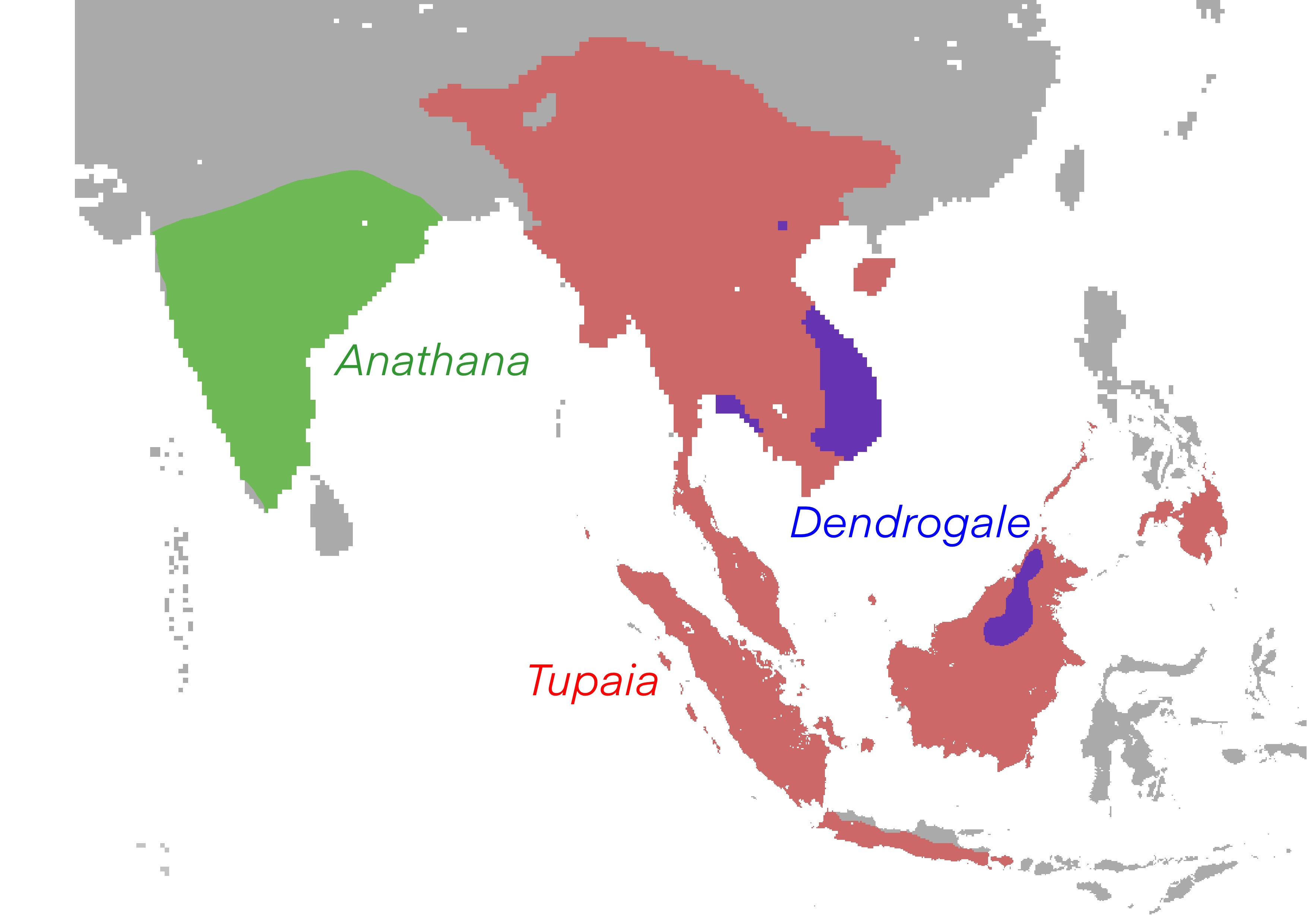
Die Verbreitungsgebiete der drei Gattungen der Tupaiidae

In der Vergangenheit wurden die Tupaiidae häufig zu den Primaten in die Unterordnung der Halbaffen (Prosimiae) gestellt (Überfamilie Lemuroidea). Nach den Riesengleitern sind sie die nächsten Verwandten der Primaten.
Zur Familie gehören außerdem die beiden ausgestorbenen Gattungen Eodendrogale und Prodendrogale.
- Gattung Anathana
  - Indisches Spitzhörnchen (Anathana ellioti)
- Gattung Bergtupajas (Dendrogale)
  - Nördliches Bergspitzhörnchen (Mausspitzhörnchen; Dendrogale murina)
  - Borneo-Bergspitzhörnchen (Dendrogale melanura)
- Gattung Eigentliche Spitzhörnchen (Eigentliche Tupajas; Tupaia)
  - Nördliches Spitzhörnchen (Tupaia belangeri)
  - Mentawai-Spitzhörnchen (Tupaia chrysogaster)
  - Bangka-Spitzhörnchen (Tupaia discolor)
  - Streifen-Spitzhörnchen (Tupaia dorsalis)
  - Philippinen-Spitzhörnchen (Mindanao-Spitzhörnchen; Tupaia everetti)
  - Rötliches Spitzhörnchen (Tupaia ferroginea)
  - Gewöhnliches Spitzhörnchen (Tupaia glis)
  - Schlank-Spitzhörnchen (Tupaia gracilis)
  - Java-Spitzhörnchen (Tupaia hypochrysa)
  - Horsfield-Spitzhörnchen (Tupaia javanica)
  - Langfuß-Spitzhörnchen (Tupaia longipes)
  - Zwergspitzhörnchen (Tupaia minor)
  - Hochland-Spitzhörnchen (Tupaia montana)
  - Nikobaren-Spitzhörnchen (Tupaia nicobarica)
  - Palawan-Spitzhörnchen (Tupaia palawanensis)
  - Tiefland-Spitzhörnchen (Tupaia picta)
  - Kalimantan-Spitzhörnchen (Tupaia salatena)
  - Rotschwanz-Spitzhörnchen (Tupaia splendidula)
  - Tana (Tupaia tana)

Ursprünglich wurde das Philippinen-Spitzhörnchen der Gattung Urogale zugewiesen und war vor allem in der zweiten Hälfte des 20. Jahrhunderts deren einziges Mitglied. Nach verschiedenen molekulargenetischen Untersuchungen zu Beginn des 21. Jahrhunderts ist Urogale aber in die Gattung Tupaia eingebettet, weswegen 2011 der Vorschlag aufkam, erstere in letztere einzubinden.